# جيريمي ووكر (لاعب كرة قاعدة)
جيريمي ووكر (بالإنجليزية: Jeremy Walker)‏ هو لاعب كرة قاعدة أمريكي، ولد في 12 يونيو 1995 في Advance, North Carolina ‏ في الولايات المتحدة.